# Association francophone des académies olympiques
L’Association francophone des académies olympiques (AFAO), domiciliée à la maison du sport français à Paris, regroupe les académies nationales olympiques des pays francophones affiliés à l’académie internationale olympique (AIO).

## Historique
C'est à l'occasion des 6es Jeux de la Francophonie de Beyrouth en 2009 que la France, le Mali, l'Île Maurice, la République centrafricaine et le Sénégal décident de la création d’une Association francophone des académies olympiques déclarée et domiciliée à Paris en 2011.

## Présidence
Souleymane Boune Daouda Diop (Sénégal) est désigné alors comme président et Jean Vintzel (France) comme secrétaire général. Tous les deux sont réélus à Nice lors des 7es jeux de la Francophonie, le 15 septembre 2013, pour un nouveau mandat de quatre ans.

## Membres
Lors de son assemblée générale 2014 l'AFAO comptabilise l’adhésion des académies nationales suivantes : Andorre, Belgique, Bénin, Burundi, Cameroun, Comores, Congo, Côte d'Ivoire, France, Gabon, Guinée, Haïti, Liban, Mali, Maroc, Île Maurice, Niger, République centrafricaine, République démocratique du Congo, Rwanda, Sénégal, Tchad, Togo et Tunisie. Celle du Burkina Faso est intervenue depuis portant le total des membres à vingt-cinq.

## Partenariats
L’organisation internationale de la francophonie (OIF) est partenaire de l'AFAO. Celle-ci a l’appui du Comité national olympique et sportif français (CNOSF) et de la conférence des ministres francophones de la jeunesse et des sports (CONFEJES).